# Grupo Obrero Revolucionario
El Grupo Obrero Revolucionario (GOR) fue un grupo guerrillero resultado de distintos debates y Congresos del Partido Revolucionario de los Trabajadores (PRT) desarrollándose en torno a la lucha armada, el levantamiento de las masas fundamentalmente procedentes del ámbito sindical, (en especial de la ruptura que en 1973 había dado la Fracción Roja). Este grupo fue uno de los de mayor tiempo de duración, teniendo actividades cerca de 9 años en activo hasta su debilitamiento por parte de las fuerzas de seguridad.

## Historia
El GOR asumirá la acción armada con un carácter eminentemente propagandístico y de apoyo a la movilización obrera, bajo una concepción que intentaba sintetizar la lucha armada y la militancia clasista, poniendo énfasis en la organización autónoma de la clase obrera y en el papel fundamentalmente de propaganda y de autodefensa de la acción armada, además de la creación de un partido popular que representara a las clases más desfavorecidas.
El grupo oficialmente fue formado a finales de 1970 después de un largo proceso de gestión en el Partido Revolucionario de los Trabajadores, donde la visión de una revuelta armada era muy difusa y las propuestas de propaganda y lucha eran totalmente opuestas. Su primer comunicado salió a la luz el 1 de marzo de 1973, primer comunicado el grupo insta a las diversas organizaciones sindicales, obreras y civiles no votar en las elecciones de marzo de 1973, recordando eventos recientes como el Cordobazo y otras puebladas suscitadas en años posteriores como consecuencias directas de la Revolución Argentina. También insta a la rebelión popular y el "ajusticiamiento" de figuras políticas de la época, calificándolos de "corruptos" y "torturadores", clamando responsabilidad de varios "allanamientos" realizados a varios domicilios a oficiales de la armada (entre ellas el copamiento de la vivienda del capitán de fregata Francisco Toribio Fernández, el 20 de septiembre de 1972), donde se recuperaron armas y uniformes. El 11 de enero de 1973 el GOR junto a miembros de la columna América en Armas junto al GOR secuestraron al jefe del servicio de Psiquiatría de la cárcel de Villa Devoto. El psiquiatra fue secuestrado de su casa por un comando armado que ingreso al garage del doctor, esa misma noche los secuestradores lanzaron un comunicado donde informaban donde decía que no había sufrido daños físicos. El 11 de marzo de 1973 el GOR con colaboración de la columna América en Armas el secuestro del médico de fábrica Daniel Lafont, que era acusado por el grupo de no conceder permisos médicos a trabajadores en situaciones delicadas y después de tres días de cautiverio fue liberado bajo la condición de renunciar a su empleo.
En otros escritos insta a la población a unirse y crear una autodefensa justificándola como;
"¿Y por qué hay que utilizar la violencia, existiendo la ley, los sindicatos legales, etc? Porque, en primer lugar, la ley es una de las formas de violencia que usa la burguesía contra los obreros. La ley dictada por el Estado patronal (aún cuando se afirme en los votos del pueblo, como está ocurriendo hoy en la Argentina), para legalizar el sistema de explotación. Por eso es una falsedad decir que la ley es “igual para todos”.
El grupo adopta la metodología de la autodefensa de masas, como necesidad cada vez mayor en el desarrollo de las luchas sindicales, además de protestar en contra de la Masacre de Trelew. El grupo a pesar de no tener una estructura militar tan sólida u organizada como otras guerrillas, siguió su lucha armada durante el gobierno de Jorge Rafael Videla